# Eichenlaub (Band)
Eichenlaub war ein rechtsextremes Liedermacher-Duo aus dem Umfeld des Thüringer Heimatschutzes.

## Bandgeschichte
Das Duo gründete sich 1999 und verwendete Pseudonyme. Der Sänger und Gitarrist Erlwig gehörte zum Umfeld des Thüringer Heimatschutzes, der Wanderjugend Gibor und war bis 2000 Vorsitzender des 1999 gegründeten Thüringer Verbandes der Jungen Landsmannschaft Ostpreußen.
Eichenlaub veröffentlichte 1999 eine Promo-CD unter dem Titel Jötunheim. Bundesweit bekannt wurde die Gruppe zwölf Jahre später, im Rahmen der Berichterstattung über das rechtsterroristische Netzwerk Nationalsozialistischer Untergrund (NSU). Die Band hatte 1999 mit dem Lied 5. Februar auf die Melodie von Knockin’ on Heaven’s Door von Bob Dylan die Gruppe besungen, die ein Jahr zuvor nach einem Waffenfund untergetaucht war. Der Sänger Erlwig war in der gleichen Kameradschaftsszene in Jena organisiert, der auch Beate Zschäpe, Uwe Mundlos und Uwe Böhnhardt bis 1998 angehörten. Der Titel „5. Februar“ bezieht sich auf den Tag, den Erlwig offenbar rückblickend als Tag der Garagendurchsuchung vermutete, an dem das Trio abtauchte. Tatsächlich fand diese am 26. Januar 1998 statt.
Eichenlaub traten 1999 gemeinsam mit dem Sänger Stigger bei einem Konzert des Blood-and-Honour-Netzwerkes in Hildesheim auf. Bei der Veranstaltung, von der ein Videomitschnitt veröffentlicht wurde, ist der im November 2011 unter dem Verdacht der Unterstützung des NSU festgenommene Holger G. als Ehrengast begrüßt worden.
Eichenlaub hat 1999 in einem rechtsextremen Fanzine des Blood-and-Honour-Netzwerkes die Solidarität von Eichenlaub mit den ehemaligen Bekannten erklärt und zugleich vor Nachahmung derartiger Taten abgeraten. Eine diesbezügliche Anfrage des damaligen PDS-Abgeordneten Steffen Dittes an das Thüringer Ministerium für Arbeit, Gesundheit und Soziales, die nach den Hintergründen des Liedermacherduos fragte, blieb weitgehend unbeantwortet. In der Antwort wurde bekanntgegeben, dass das Duo „bei Veranstaltungen der rechten Szene“ auftreten würde.
Im Oktober 2000 nahm Eichenlaub am „Ersten Tanz- und Musikfest“ der Zeitschrift Wir selbst teil, das im Haus des Vereines Collegium Humanum in Vlotho stattfand und zugleich das letzte Konzert der Band war. Die Gruppe ist mit zwei Titeln auf der zu dem Festival erschienenen Live-CD Liedg(l)ut vertreten.

## Diskografie
- 1999: Jotunheim (Eigenproduktion)